# Дудкин, Алексей Герасимович
Алексе́й Гера́симович Ду́дкин (17 марта 1908, Россошь — 10 февраля 1984, Днепропетровск) — советский партийный деятель, 1-й секретарь Криворожского горкома КП(б) Украины в Днепропетровской области, секретарь ЦК КП(б) Казахстана. Депутат Верховного Совета УССР 3—4-го созывов.

## Биография
Родился 17 марта 1908 года в семье железнодорожного рабочего в посёлке при железнодорожной станции Россошь Воронежской губернии (теперь город Россошь Воронежской области).
Трудовую деятельность начал в 1926 году учеником слесаря, кочегаром, помощником машиниста паровоза в депо Россошь.
Член ВКП(б) с 1931 года. В 1935 году без отрыва от производства окончил Бежицкий машиностроительный институт.
В сентябре 1941 года руководил приёмом и распределением на рабочие места эвакуированных из Кривого Рога рабочих. После войны руководил восстановлением Кривого Рога.

### Трудовой путь
- 1931—1934 — плановик планово-распределительного бюро Бежицкого паровозостроительного завода «Красный Профинтерн» Западной области РСФСР;
- 1935—1937 — инженер технического отдела заводоуправления Уральского вагоностроительного завода в Нижнем Тагиле;
- 1937—1938 — директор вагоностроительного техникума, начальник школы фабрично-заводского ученичества (ФЗУ) при Уральском вагоностроительном заводе;
- 1938—1939 — 2-й секретарь Нижнетагильского городского комитета ВКП(б) Свердловской области РСФСР;
- 1939—1940 — ответственный организатор Управления кадров ЦК ВКП(б), заведующий сектором Управления кадров ЦК ВКП(б);
- 1940 — заместитель заведующего отделом кадров ЦК КП(б) Казахстана;
- 19 июня 1940[2] — август 1943[3] — секретарь ЦК КП(б) Казахстана по кадрам;
- 1943—1944 — 1-й заместитель председателя исполнительного комитета Южно-Казахстанского областного совета депутатов трудящихся;
- 1944—1948 — 1-й секретарь Марганецкого городского комитета КП(б) Украины в Днепропетровской области;
- 1948—1955 — 1-й секретарь Криворожского городского комитета КП(б) Украины в Днепропетровской области;
- 1955—1956 — слушатель курсов переподготовки при ЦК КПСС;
- 1956—1957 — начальник управления кадров Министерства строительства предприятий металлургической и химической промышленности УССР;
- 1957—1960 — председатель правления Днепропетровского областного промышленного совета;
- 1960—1963 — начальник Днепропетровского областного управления местной промышленности;
- 1963—1965 — заместитель начальника, начальник управления специализации и кооперации Совета народного хозяйства Приднепровского экономического района;
- 1965—1971 — начальник Днепропетровского областного управления местной промышленности;
- 1972 — заведующий пунктом информации Днепропетровского областного отдела по использованию трудовых ресурсов;
- 1973—1980 — руководитель группы освоения новых изделий конструкторско-технического бюро, технолог технического бюро Днепропетровского опытно-экспериментального металло-механического завода.

С 1980 года на пенсии. Умер 10 февраля 1984 года в Днепропетровске.

## Награды
- Орден Ленина;
- Орден Трудового Красного Знамени;
- Орден Знак Почёта;
- медали.